# Jules Pruvost
Pour les articles homonymes, voir Pruvost.
Jules Pruvost, né le 4 avril 1897 à Allouagne et mort le 1er mai 1973 dans ce même village, est un dirigeant syndical français du XXe siècle. 

## Biographie
Jules Pruvost est né dans une famille de cafetier à Allouagne. Avec un collègue, Jules Catoire, il est le fondateur le 17 juin 1923, dans l'arrière-salle du café "L'Espérance", tenu par ses parents, du tout nouveau "Syndicat libre des mineurs", qui se heurte aux pressions des houillères auprès de l'Evéché. Le "Syndicat libre des mineurs" est fondé officiellement par lui avec quatre autres mineurs, lors d'une retraite à Wardrecques, qui décident de lancer une section après avoir écouté Jules Catoire leur présenter les buts et l'intérêt du syndicat chrétien. En décembre, Jules Pruvost en est élu secrétaire général. 
Le "Syndicat libre des mineurs" sera, dès 1924, membre fondateur de la Fédération Française des Syndicats Professionnels des Mineurs, animée par Henri Meck, qui a travaillé à l'implantation de la CFTC au sein des houillères de Lorraine et devient le pilier de CFTC la région du Nord, avec de fortes personnalités comme Jules Pruvost, Louis Delaby et Louis Beugniez. En 1925, la fédération CFTC de Lens est créée, Jules Pruvost devient permanent syndical.
Pendant la Seconde Guerre mondiale Jules Pruvost entre dans la résistance et s'occupe d'une filière qui prend en charge les aviateurs alliés.